# Mirosław Lekis
Mirosław Lekis (ur. 11 października 1919, zm. ?) – polski geograf, ostatni harcmistrz płockiego Hufca ZHP przed wybuchem II wojny światowej.

## Życiorys
Ukończył gimnazjum przyrodnicze w Płocku, należał do harcerstwa, w 1939 został mianowany na drużynowego. W lipcu tego samego roku został oddelegowany przez Komendę Hufca ZHP do przeprowadzania inspekcji drużyn w ramach ogłoszonego Harcerskiego Pogotowia Wojennego. Po wybuchu II wojny światowej walczył podczas kampanii wrześniowej, po kapitulacji został internowany na Litwie, a następnie dostał się do niewoli radzieckiej. Po ogłoszeniu amnestii przedostał się do formowanej Armii Andersa, zaszeregowano go do 15 batalionu strzelców w 5 Wileńskiej Dywizji Piechoty, z którą przeszedł szlak bojowy przez Bliski i Środkowy Wschód. Od 1943 w stopniu porucznika w szeregach 2 Korpusu Polskiego, ewakuowany na front włoski walczył do bitwy pod Ankoną, podczas której został ciężko ranny i przetransportowany do Szkocji na rekonwalescencję. W uznaniu waleczności został odznaczony Orderem Virtuti Militari.
W 1945 podjął decyzję o pozostaniu na emigracji i studiował na Wydziale Geografii na Uniwersytecie w St Andrews, naukę ukończył w 1948. Kontynuował naukę na pięcioletnim kursie mechaniki oraz rocznym kursie Town Planning. W 1966 obronił doktorat na Polskim Uniwersytecie Na Obczyźnie, był członkiem Polskiego Towarzystwa Naukowego na Obczyźnie.

## Ordery i odznaczenia
- Krzyż Srebrny Orderu Virtuti Militari
- Krzyż Kawalerski Orderu Zasługi Rzeczypospolitej Polskiej (14 stycznia 1999)[4]
- Krzyż Pamiątkowy Monte Cassino nr 17001[5]